# 亀の噴水

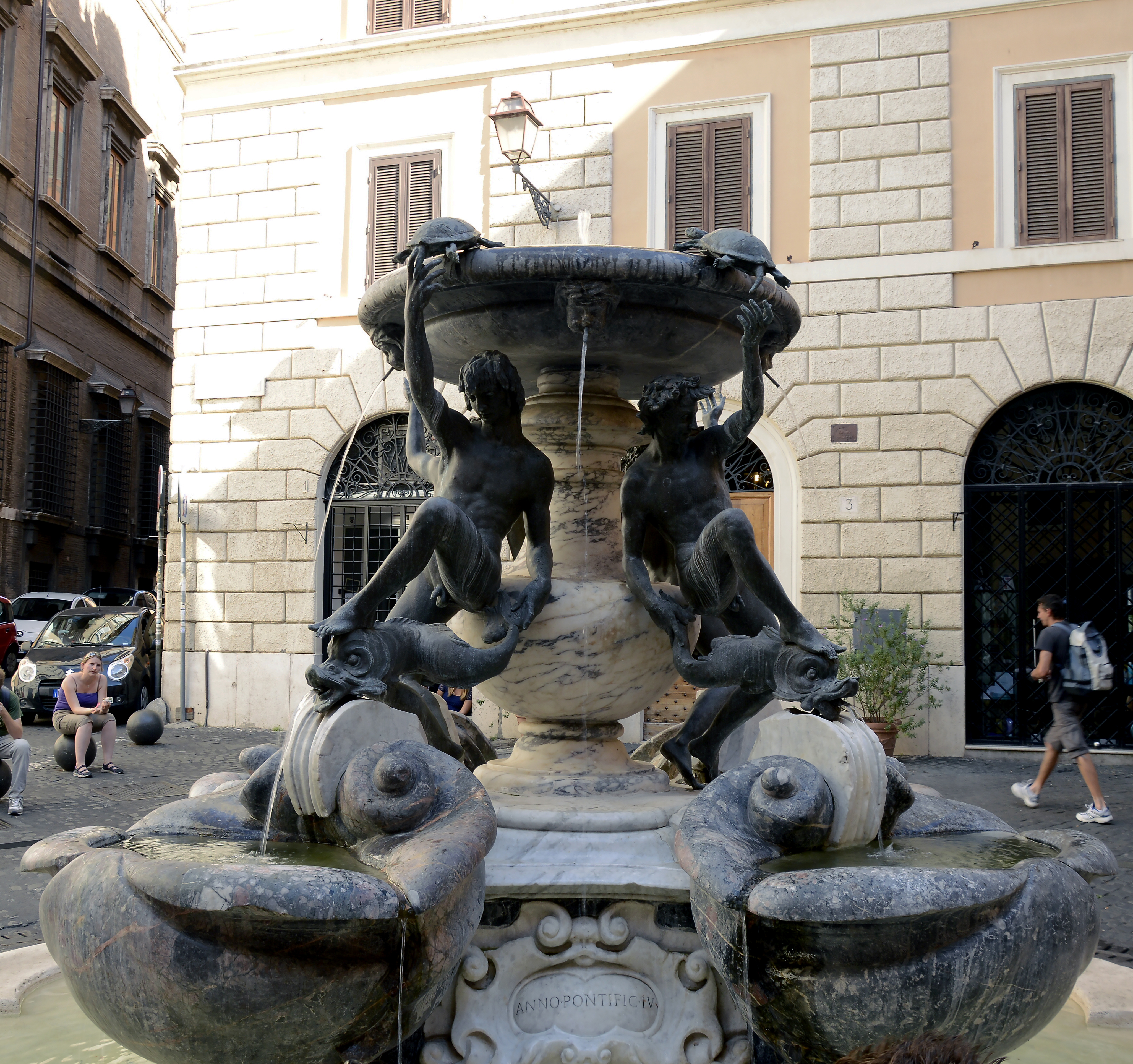
亀の噴水

亀の噴水（Fontana delle Tartarughe）は、ジャコモ・デッラ・ポルタの下絵を基に、タッデーオ・ランディーニ(it)が造った噴水である。ローマのマッティ広場 (Piazza Mattei) に設置されている。
イルカの頭の上に足をのせる4人の男性像に、後になってから亀を加えられたことによりその名が付いている。 

## ギャラリー

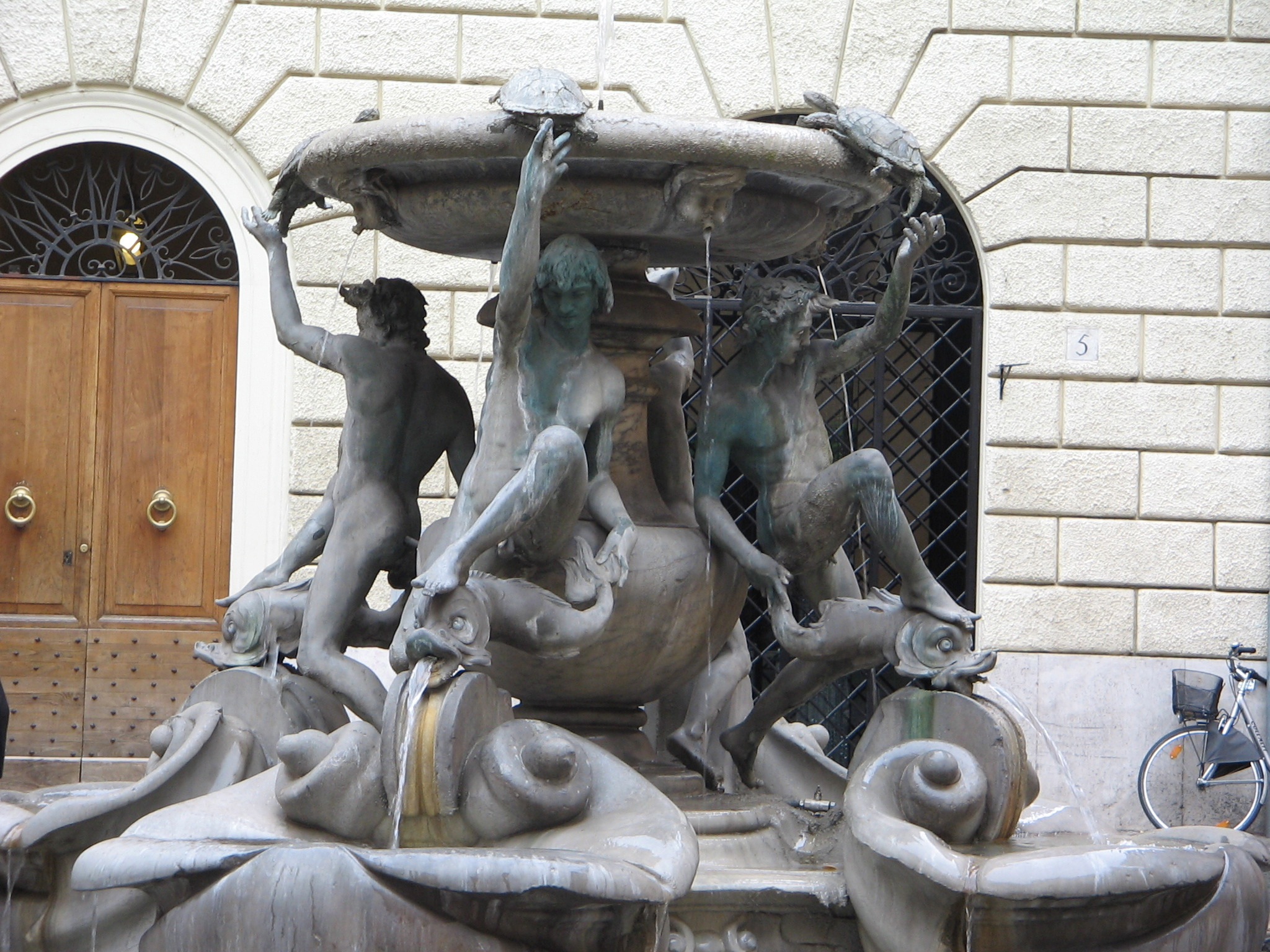
亀の噴水
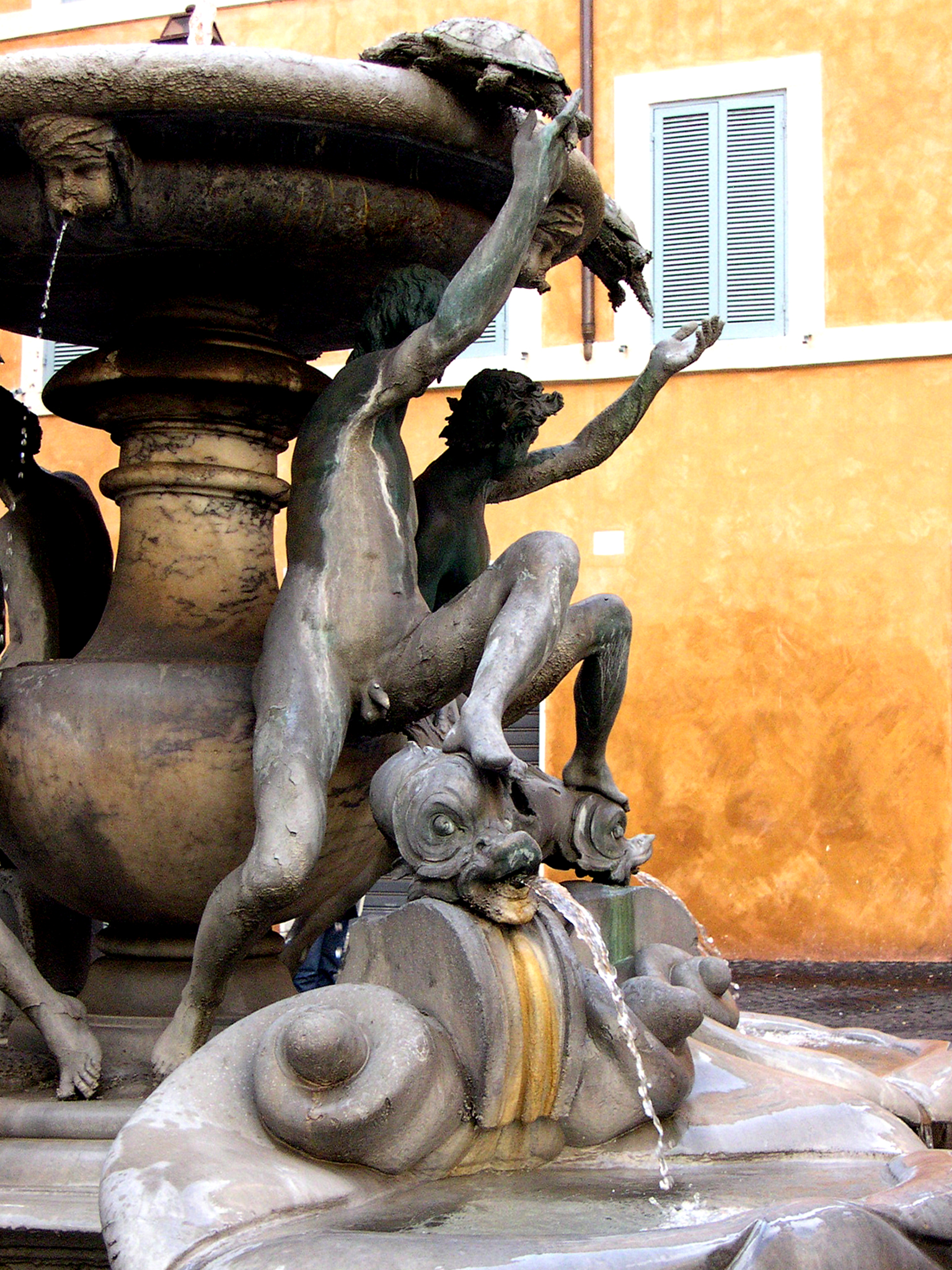
亀の噴水
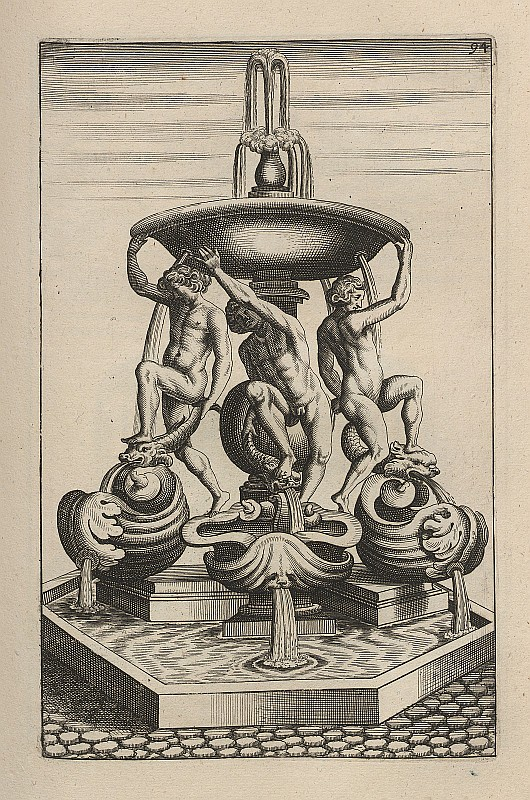
亀の噴水（亀が付く前）